# Pallacanestro Ribera 2007-2008
La Pallacanestro Ribera 2007-2008 ha partecipato alla Serie A1 femminile.
È giunta al 13º posto e si è salvata al primo turno dei play-out battendo la Gescom Viterbo.

## Roster
| Giocatrici |
| ---------- |

| N° | Naz.                                       | Ruolo | Sportivo          | Anno | Alt. |  |  |
| -- | ------------------------------------------ | ----- | ----------------- | ---- | ---- |  |  |
| 4  | Italia (bandiera)                          | P     | Sara Farris       | 1985 | 165  |  |  |
| 5  | Stati Uniti (bandiera)                     | PG    | Megan Duffy       | 1984 | 174  |  |  |
| 6  | Italia (bandiera)                          | A     | Silvia Favento    | 1985 | 185  |  |  |
| 8  | Italia (bandiera)                          | G     | Giulia Bona       | 1994 | 171  |  |  |
| 10 | Italia (bandiera)                          | AC    | Elena Riccardi    | 1982 | 187  |  |  |
| 11 | Stati Uniti (bandiera) · Italia (bandiera) | G     | Jami Montagnino   | 1985 | 186  |  |  |
| 12 | Serbia (bandiera) · Italia (bandiera)      | A     | Marija Mićović    | 1982 | 186  |  |  |
| 14 | Italia (bandiera)                          | P     | Chiara Perfetti   | 1979 | 170  |  |  |
| 15 | Ucraina (bandiera)                         | A     | Oksana Pys'mennyk | 1978 | 192  |  |  |
| 18 | Lituania (bandiera)                        | C     | Diana Razmaitė    | 1975 | 196  |  |  |
| 20 | Cile (bandiera)                            | C     | Ziomara Morrison  | 1989 | 192  |  |  |

| Staff tecnico                                                                                        |
| --- |
| Allenatore: Francesco Paolo Anselmo (Dal 23 gennaio 2008.) Gianni Tripodi (Fino al 22 gennaio 2008.) |
| Vice Allenatore: Flavio Faraci                                                                       |
| Preparatore atletico: Vito Ferrauto                                                                  |
| Fisioterapista: Pellegrino Barbiera                                                                  |
| Medico Sociale: Calogero Pennica                                                                     |

| Giocatrici acquisite a stagione in corso |
| ---------------------------------------- |

| N° | Naz.                | Ruolo | Sportivo       | Anno | Alt. |  |  |
| -- | ------------------- | ----- | -------------- | ---- | ---- |  |  |
|    | Ungheria (bandiera) | C     | Judit Kajdácsi | 1979 | 192  |  |  |

## Organigramma societario
- Amministratore unico: Alessandro Massinelli
- General Manager: Francesco Lima
- Team manager: Giuseppe Firetto
- Dirigente Accompagnatore: Filippo Pennino
- Responsabile Settore Giovanile: Flavio Faraci